# Arvo Korsimo
Arvo Ilmari Korsimo (till 1934 Korsman), född 7 mars 1901 i Sagu, död 22 oktober 1969 i Lundo, var en finländsk politiker.
Korsimo anställdes vid Agrarförbundets valbyrå 1947 och fick snart stort inflytande över partiets angelägenheter. Han blev partisekreterare 1952 och kom på denna post att stärka partiets organisation och ändrade dess politiska strategi för att kunna locka väljare från främst Demokratiska förbundet för Finlands folk (DFFF). Han var även ledare för Urho Kekkonens valkampanj 1956 och lade grunden till den så kallade K-linjen inom partiet. Han var andre kommunikationsminister 1959–1961, men på grund av tilltagande missnöjet med honom tvingades han att avgå som partisekreterare 1960, varefter han verkade som direktör vid Neste Oy 1961–1966. Han tilldelades kansliråds titel 1956.